# 허먼 탈매지
허먼 유진 탈매지(Herman Eugene Talmadge, 1913년 8월 9일 ~ 2002년 3월 21일)는 미국의 정치인이다.

## 학력
- 조지아 대학교 인문사회 학사
- 1936 조지아 대학교 법학학사

## 경력
- 1936 변호사 자격 취득
- 1941 ~ 1945.11 미 해군 자원
- 1947.01 ~ 1947.03 조지아 주지사 권한대행
- 1948.11 ~ 1955.01 제71대 조지아 주지사
- 1957.01 ~ 1981.01 제85~96대 미국 조지아 연방상원의원
- 1971.01 ~ 1981.01 미국 상원 농업위원회 위원장

## 역대 선거 결과
| 선거명             | 직책명                  | 대수 | 정당   | 득표율  | 득표수 (선거인단) | 결과 | 당락                   |
| ------------------ | ----------------------- | ---- | ------ | ------- | ----------------- | ---- | ---------------------- |
| 1946년 선거        | 조지아주의 주지사       | 70대 | 민주당 | 0.46%   | 675표             | 2위  | 낙선                   |
| 1947년 입법부 선거 | 조지아주의 주지사       | 71대 | 민주당 | 64.92%  | 161표             | 1위  | 조지아 주지사 당선     |
| 1948년 재선거      | 조지아주의 주지사       | 71대 | 민주당 | 97.51%  | 354,711표         | 1위  | 조지아 주지사 당선     |
| 1950년 선거        | 조지아주의 주지사       | 71대 | 민주당 | 98.44%  | 230,771표         | 1위  | 조지아 주지사 당선     |
| 1956년 선거        | 미국의 부통령           | 36대 | 민주당 | 0%      | 표 (1명)          | 3위  | 낙선                   |
| 1956년 선거        | 상원의원 (조지아 제3부) | 85대 | 민주당 | 99.97%  | 541,094표         | 1위  | 조지아주 상원의원 당선 |
| 1962년 선거        | 상원의원 (조지아 제3부) | 88대 | 민주당 | 100.00% | 306,250표         | 1위  | 조지아주 상원의원 당선 |
| 1968년 선거        | 상원의원 (조지아 제3부) | 91대 | 민주당 | 77.51%  | 885,093표         | 1위  | 조지아주 상원의원 당선 |
| 1974년 선거        | 상원의원 (조지아 제3부) | 94대 | 민주당 | 71.76%  | 627,376표         | 1위  | 조지아주 상원의원 당선 |
| 1980년 선거        | 상원의원 (조지아 제3부) | 97대 | 민주당 | 49.13%  | 776,143표         | 2위  | 낙선                   |